# Ernst Seifert

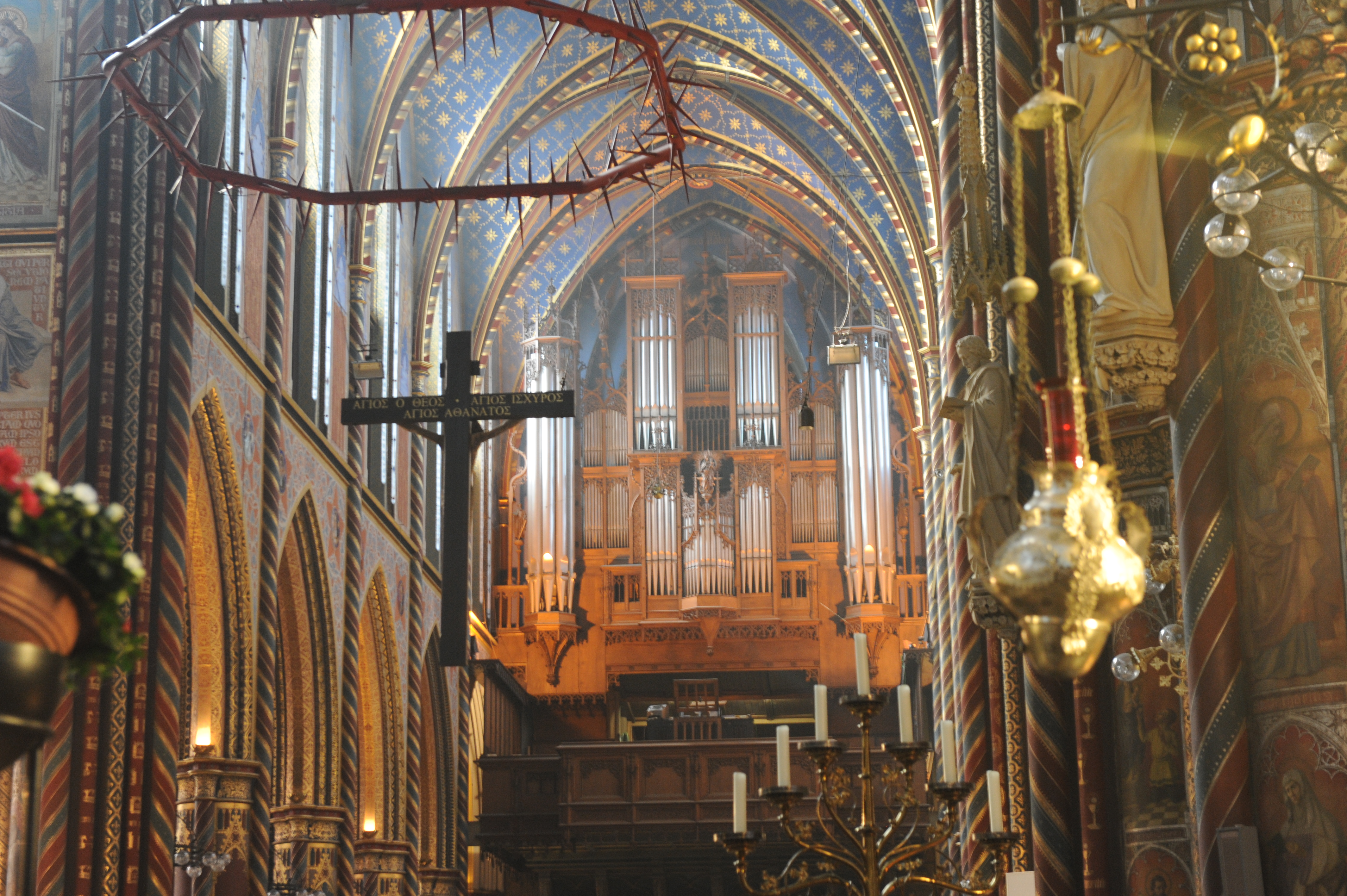
Orgel in de Mariabasiliek

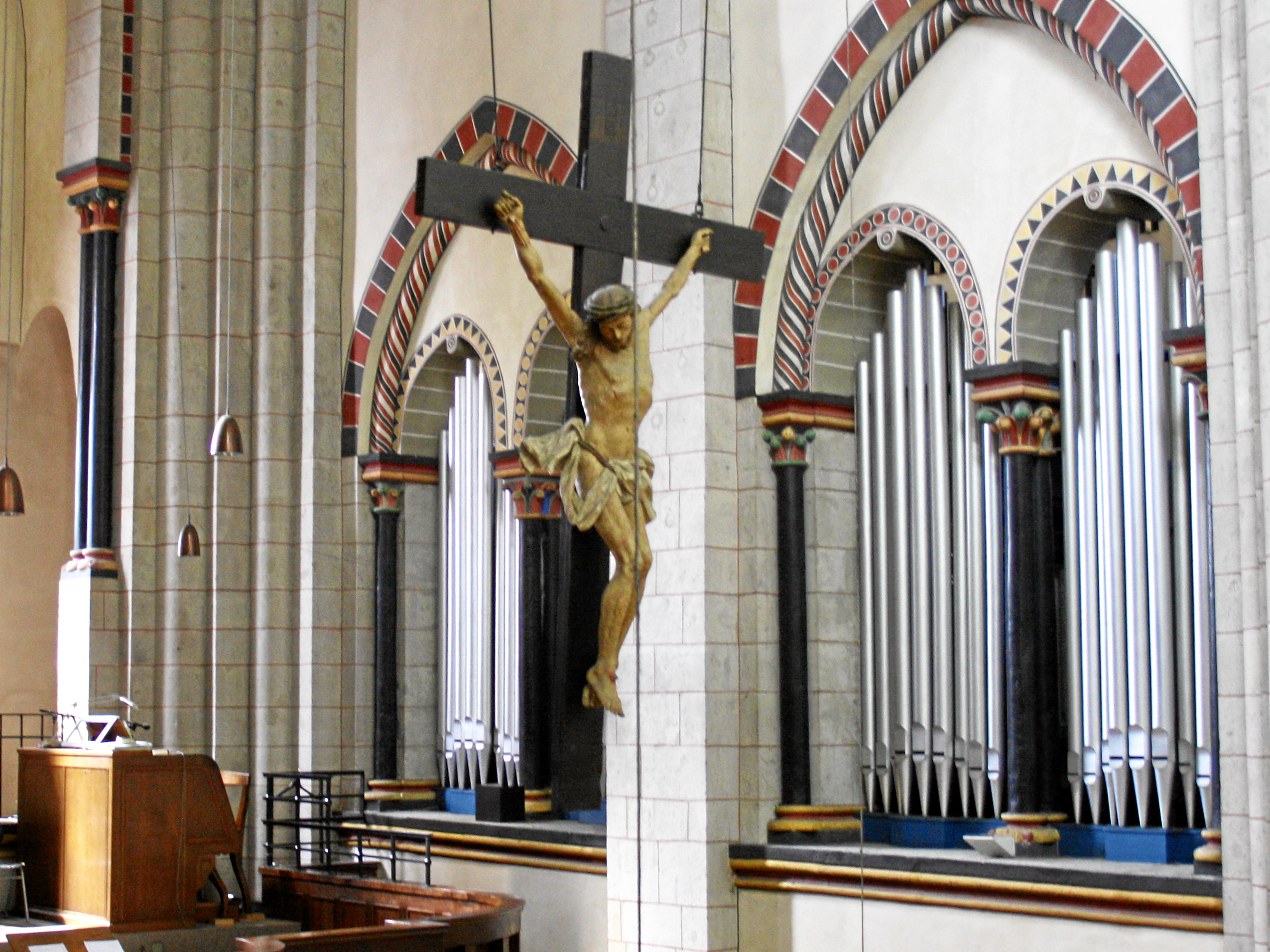
Orgel in de Sint-Quirinusmunster

Ernst Hubert Seifert (Sülzfeld, 9 mei 1855 - Keulen, 27 april 1928) was een Duits orgelbouwer, die in de orgelwereld in de negentiende eeuw bekendheid verkreeg vanwege de uitvinding van een bijzonder membraan (“Membraanlade”) dat als functie heeft om de luchtoevoer naar orgelpijpen te regelen. 

## Biografie
Begonnen als loodbewerker en leerde hij het vak van orgelbouwer bij Schubert in Chemnitz  en nadien bij Jahn in Dresden. In 1880 was hij gediplomeerd orgelbouwer en verhuisde naar Keulen om bedrijfsleider bij orgelbouwer Sonreck te worden. 
In 1882 vond hij de membraanlade uit en kreeg daarvoor patent. Met de opbrengst van dat patent startte hij in 1885 een eigen bedrijf in Keulen en opende daarna een filiaal in Bergisch-Gladbach. In de jaren 1885 tot 1896 zijn er vijftig orgels gebouwd voor kerken in Duitsland, België, Luxemburg en zelfs de Verenigde Staten.
In 1898 is een orgel gebouwd voor de oudste kerk in Keulen, de romaanse Sint-Gereonkerk, die in de Tweede Wereldoorlog tijdens een bombardement op Keulen bijzonder zwaar werd beschadigd als gevolg waarvan het orgel verloren ging.
In 1907 is een derde filiaal in de Duitse bedevaartsstad Kevelaer geopend ter gelegenheid van de opdracht voor het orgel in de Mariabasiliek ter plaatse. Het betreft een orgel met 135 registers en is het grootste ooit gebouwde Duits-romantische orgel. In hetzelfde  jaar werd een orgel geleverd aan de Sint-Quirinusmunster, een laat-Romaanse munsterkerk die uit het begin van de 13e eeuw dateert. 
Toen Seifert in 1927 overleed, zijn de verschillende bedrijven door zijn drie zoons, Ernst, Walter en Romanus voortgezet. Keulen is in rond 1980 gesloten en Romanus was verantwoordelijk voor Kevelaer. Het bedrijf bestaat nog steeds en wordt onder leiding van de achter-achterkleinzoon van Ernst Seifert voortgezet.
Jürgen Ahrend · Johann Bätz · Heinrich Andreas Contius · Familie Gilman · Friedrich Fleiter · Carl Frei · Heinrich Hermann Freytag · Joseph Gabler · Rudolf Garrels · Gottfried Silbermann · Gerhard Grenzing · Albertus Antoni Hinsz · Bartelt Immer · Hans Henny Jahnn · Ludwig König · Hinrich Just Müller · Christian Müller · Carl Friedrich August Naber · Paul Peuerl · Georg Heinrich Quellhorst · Joachim Richborn · Arnold Rohlfs · Conradus Ruprecht II · A. Ruth und Sohn · Wilhelm Rütter · Arp Schnitger · Hans Wolff Schonat · Ernst Seifert · Andreas Silbermann · Friedrich Stellwagen · Johannes Stephanus Strümphler · Hans Suys · Johannes Wilhelmus Timpe · Welte-Mignon · Johann Friedrich Wenthin · Christian Gottlieb Friedrich Witte